# Iglesia del Santo Rosario (Daca)
La Iglesia del Santo Rosario es una iglesia católica situada en el área de Tejgaon en la ciudad de Daca, Bangladés. Es la iglesia más antigua de la ciudad. Fue construida por los misioneros agustinos portugueses. También es conocida como Iglesia Tejgaon y una vez fue conocida popularmente como Iglesia de La Reina Japmala.
Bajo esta iglesia católica tiene 17.120 católicos. P. Kamal Andreas Corraya es párroco de esta iglesia y el P. Mintu Lawrence Palma, P. Antony Ripon D 'Rozario y el P. Sony Martin Rodrigues se desempeña allí como párroco asistente. Cada domingo, los católicos se reúnen allí para la misa dominical y miles de devotos se unen allí.
La Iglesia del Santo Rosario alberga uno de los dos cementerios católicos en Daca. Esta iglesia cuenta con dos escuelas, El instituto "Santa Cruz" para las niñas y el "Nuestra Señora" para chicos.

## Historia
Algunos misioneros agustinos portugueses introducen la fe cristiana en Dhaka a principios del xvii °  siglo . En 1628 , se construyó una pequeña iglesia, llamada 'Iglesia de la Asunción', en Narinda, parte sur de la ciudad de Dhaka. Este edificio ha desaparecido.
La segunda iglesia en Dhaka fue construida en 1677 en Tejgaon. Por tanto, esta iglesia es reconocida como el lugar de culto cristiano más antiguo de la ciudad. La inscripción en la cúspide de la iglesia da una fecha: 1677. Algunos piensan que ya había una presencia cristiana (Christian nestorianos en Dhaka antes de la?) xvi ª  siglo.

## Descripción
El edificio tiene forma de basílica : una sala rectangular alargada, a modo de nave central, con pasillos laterales a ambos lados. Allí se percibe la influencia de la arquitectura local, hindú y musulmana .
El muro occidental, tres veces más grueso que el muro oriental, parece ser el vestigio de un edificio anterior. La nave está bordeada por 12 columnas toscanas, que la separan de los pasillos . Las paredes interiores están revestidas con lápidas del antiguo cementerio, la más antigua de las cuales, en armenio , data de 1725. Otras están en portugués (incluida la de Christina Dormieux, que data de 1776), inglés o latín. Entre las lápidas Inglés xix XX  siglo muchos de ellos son miembros de la familia Doucett.
La iglesia tiene 5 entradas. La entrada principal con porche y fachada se encuentra en el lado este. Los lados norte y sur tienen dos entradas cada uno.
La iglesia ha sido renovada tres veces. En 1714, 1940 y, recientemente, en 2000. Esta última reforma fue financiada por la fundación Calouste-Gulbenkian de Lisboa .
Un edificio moderno, mucho más grande y de forma circular, fue construido e inaugurado en 1993, lo que permitió acoger mejor a los numerosos fieles. La parroquia tiene 13.000 católicos, cuya práctica religiosa es alta.

## Construcción
Los misioneros agustinos portugueses introdujeron el cristianismo en Dhaka. La segunda iglesia de Dhaka fue construida en 1677 en Tejgaon . Pero este es el ejemplo más antiguo que se puede encontrar.

## Renovación
La iglesia fue renovada tres veces. En 1714, 1940 y la última renovación fue en 2000.
La diferencia entre el ancho de los muros y las partes del techo sugiere que la parte oriental de la Iglesia se construyó más tarde.

## Instituciones
Cerca de la iglesia hay dos importantes instituciones educativas: ' Holy Cross College ' para niñas y ' Notre-Dame College ' para niños, ambas ofrecen un programa de escuela secundaria, preuniversitaria y académica (licenciatura).

## Información
- Párroco: P. Asistente Kamal Andreas Corraya.
- Sacerdote: P. Asistente Mintu Lawrence Palma.
- Sacerdote: P. Asistente Antony Ripon D 'Rozario.
- Sacerdote: P. Católicos Sony Martin Rodriques: 17.120 (incluidos Nayanagar, Uttara Banani, Mahakhali y Bhatara)